# Aaton
Aäton — французская компания в Гренобле, специализировавшаяся на выпуске киносъёмочной аппаратуры и профессиональных звуковых рекордеров. Была основана в 1970 году кинематографистом Жаном-Пьером Бовиала (фр. Jean-Pierre Beauviala). Камеры компании отличаются от всех остальных оригинальными техническими решениями, позволяющими сделать их лёгкими, компактными, и при этом достаточно бесшумными для синхронной съёмки. Aäton впервые применил впечатывание адресно-временного кода на киноплёнку камерой непосредственно в момент съёмки.

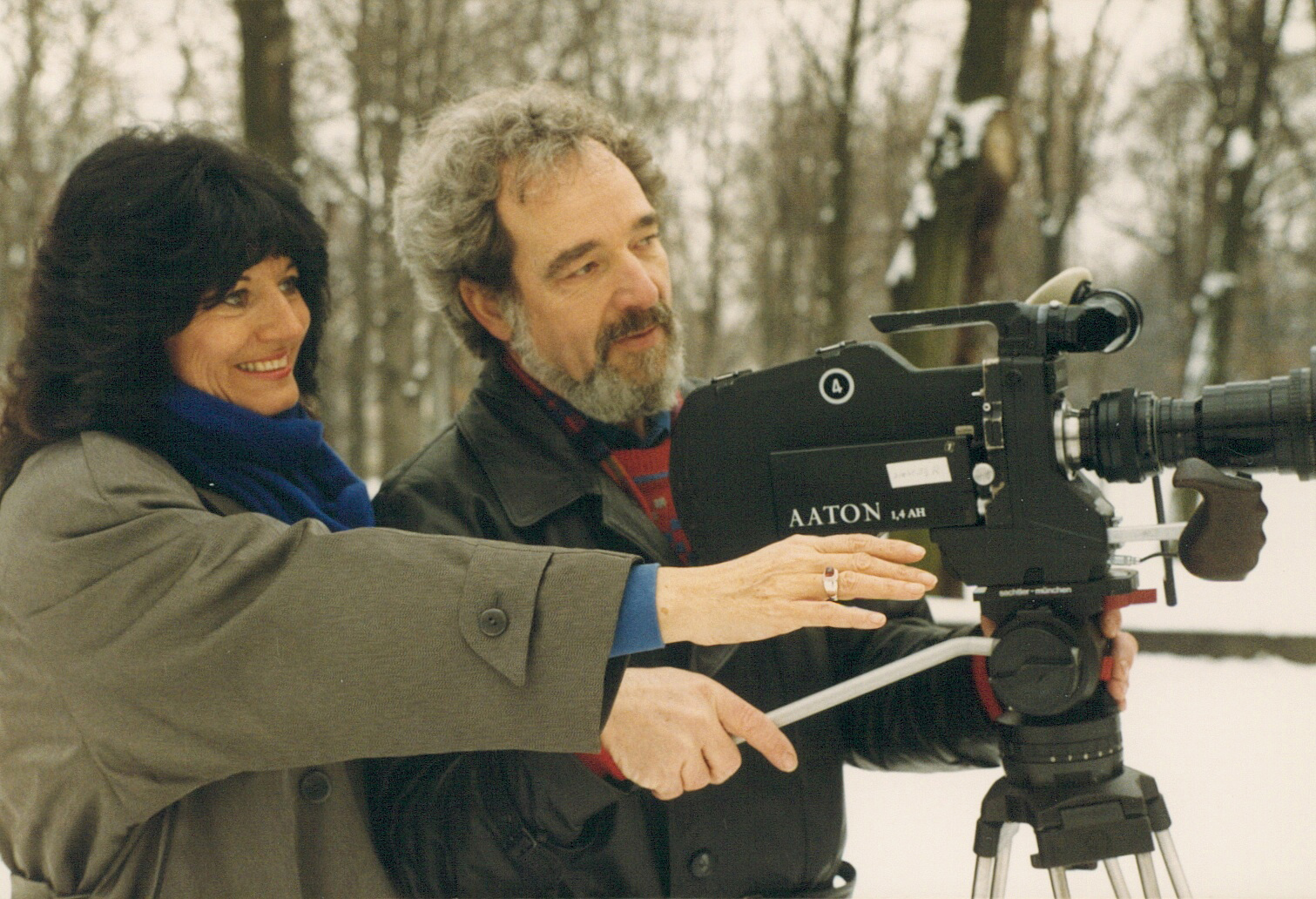
Съёмочная группа с камерой Aaton

## Кинокамеры Aäton
Основатель компании во время подготовки к работе над фильмом о Гренобле в 1966 году обнаружил, что не может подобрать камеры, подходящей для натурных съёмок на улицах. Тогда он задался целью сконструировать современную кинокамеру, достаточно портативную для съёмки документальных фильмов и репортажей. Идея новой камеры формулировалась фразой «кот на плече» и предполагала максимальное удобство для кинооператоров.
Первая модель Aäton LTR 16 была представлена в конце 1970-х годов и представляла собой портативный штативно-плечевой аппарат для 16-мм киноплёнки с зеркальным обтюратором. Быстросменная наружная коаксиальная кассета магазинного типа содержит почти все элементы лентопротяжного тракта и вмещает 120 метров киноплёнки. Электропривод постоянного тока с кварцевой стабилизацией обеспечивает беспроводную синхронизацию с внешним магнитофоном. Особенностью камеры было крепление аккумуляторов непосредственно на корпусе, исключающее дополнительные сумки и кабели, характерные для других кинокамер такого класса. Все камеры линейки LTR снабжались встроенными телевизиром и TTL-экспонометром, измеряющим отражённый от киноплёнки свет. 
С появлением формата «Супер-16» Aäton первым из всех производителей начал выпускать камеры, поддерживающие увеличенный кадр со смещённым относительно оси киноплёнки центром. 16-мм камеры остальных производителей ещё приходилось дорабатывать в мастерских киностудий, а Aäton серийно выпускал двухформатные камеры со сменной рамкой, эксцентриковым объективодержателем и увеличенным полем видоискателя. В 1983 году представлена новая линейка XTR, в которой формат «Супер-16» был уже основным. Отличная резкость и устойчивость кадра делали обе 16-мм линейки Aäton пригодными для набравшей в 1970-х годах популярность технологии съёмки постановочных полнометражных фильмов на узкую плёнку с последующим увеличением кадра «Супер-16» до 35-мм кашетированных прокатных форматов. В 1999 году представлена последняя 16-мм камера Aäton A-Minima, поддерживающая только кадр «Супер-16» и самая маленькая в своём классе: с кассетой и аккумулятором она весила всего 2 килограмма.
Кроме 16-мм линейки выпускались киносъёмочные аппараты Aäton 35 для 35-мм киноплёнки. История появления этого семейства началась со знакомства Бовиала с Жаном-Люком Годаром, заказавшим ему кинокамеру для киноплёнки профессионального формата, но с размерами любительских аппаратов «8 Супер». В результате режиссёр так и не смог получить желаемое, но разработки привели к появлению очень удачных камер. Их особенностью были раздельные электроприводы грейфера, обтюратора и наматывателя, синхронизированные микропроцессором с помощью оптронных датчиков. Быстросменные наружные кассеты вмещают 120 метров киноплёнки и имеют оригинальную конструкцию с перемещающимися осями наматывателя и сматывателя, позволяющими экономить пространство. В 2007 году фирма представила новейшую камеру Aäton Penelope, оснащённую универсальным грейфером с изменяемым шагом кадра. Аппарат может быть за несколько минут перенастроен как на шаг в 3, так и в 2 перфорации, позволяя снимать на разный кадр киносистемы «Супер-35» и экономить киноплёнку.

## Aaton Digital

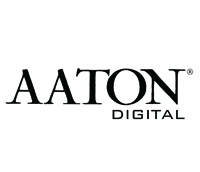
Официальный логотип компании

В 2010 году компания объявила о разработке своей первой цифровой кинокамеры Delta на основе 35-мм модели Penelope. Кассета последней заменялась КМОП-матрицей формата Супер-35 и цифровым SSD-накопителем Digi-Mag. Однако из-за проблем с качеством предполагавшихся к использованию сенсоров Dalsa, реализация проекта зашла в тупик, спровоцировав финансовые трудности. В апреле 2013 года компания Aäton заявила о готовности к банкротству и поиске нового инвестора. Спустя 3 месяца она была выкуплена Transvideo и переименована в Aäton Digital. Под новым руководством осталась работать практически та же команда, продолжившая выпуск цифрового рекордера Cantar-X и другого оборудования для звукозаписи в кинематографе. Производство киносъёмочной аппаратуры было прекращено. 15 февраля 2024 года «из-за отсутствия перспектив» компания ликвидирована, о чём сообщается на официальном сайте.